# Горское (озеро, Ленинградская область)
Горское (фин. Korsjärvi) — озеро на территории Каменногорского городского поселения Выборгского района Ленинградской области.

## Общие сведения
Площадь озера — 1,4 км², площадь водосборного бассейна — 234 км². Располагается на высоте 15,1 метров над уровнем моря.
Форма озера продолговатая: вытянуто с северо-запада на юго-восток. Берега каменисто-песчаные, возвышенные, местами скалистые.
Через озеро протекает река Дымовка, которая втекает в реку Вуоксу.
У юго-восточной оконечности озера расположено несколько небольших островов без названия.
Вдоль юго-западного берега озера проходит дорога местного значения 41К-415 («Бородинское — Залесье»), которая проходит через посёлок Горское.
Название озера переводится с финского языка как «стебель-озеро».
Код объекта в государственном водном реестре — 01040300211102000012493.